# Fort de Saint Jean-Baptiste
Pour les articles homonymes, voir São João Baptista et Baptista.
Le fort de Saint Jean-Baptiste est un fort du XVIIe siècle situé dans l'île de Berlengas en face de la ville portuaire de Peniche, au centre du Portugal.